# Juventudes Árabes del Littorio

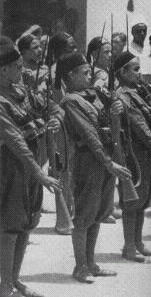
Miembros de las GAL con el uniforme.

Las Juventudes Árabes del Littorio (en árabe: شباب الليتوريو العرب Shabāb Al-Līttūriw Al-ʿArab, en italiano: Gioventù Araba del Littorio, abreviado GAL) fue una organización juvenil fascista para jóvenes árabes en la Libia italiana.

## Historia
Las GAL fueron fundadas por el Gobernador General italiano en Libia, Italo Balbo, en octubre de 1935. Las GAL funcionaron como la contraparte libia de las Juventudes Italianas del Littorio (GIL). GAL se dividió en Aftal (organización de niños de hasta doce años, similar al movimiento Opera Nazionale Balilla en Italia) y Sciubban (organización de jóvenes entre trece y dieciocho años). Las GAL se basaron principalmente en las ciudades más grandes a lo largo de la costa mediterránea. Los contingentes de las GAL marcharon en prácticamente todos los desfiles y festivales celebrados en Libia en ese momento.
La organización brindó educación premilitar y cultural a los jóvenes árabes libios. Estos programas de entrenamiento se convirtieron en una parte importante del sistema educativo durante el gobierno fascista en Libia, preparando a los jóvenes libios para el servicio militar en las fuerzas armadas italianas. Las GAL también tuvieron actividades deportivas; Era una de las dos organizaciones deportivas en Libia en ese momento que estaba abierta a los musulmanes. Las actividades deportivas de la organización fueron dirigidas por Ramadan Ali.
El equipo de fútbol GAL fue admitido para jugar en el último "Campionato tripolino di calcio" (el último "Campeonato de Trípoli") en 1940, antes de que la Segunda Guerra Mundial bloqueara todas las actividades deportivas en Libia.
Según el adoctrinamiento ideológico, hay poca evidencia que sugiera que la organización fue particularmente exitosa en inculcar doctrina ideológica fascista entre la juventud libia.
Tener al menos un año de membresía en las GAL fue una de las condiciones para los musulmanes libios que buscaban "Cittadinanza Italiana Speciale" (ciudadanía especial italiana, creada para los libios indígenas solo dentro de Libia italiana; no podían migrar a Italia como tal). También hubo movimientos correspondientes para adultos, la Asociación Musulmana del Littorio (un referente del Partido Nacional Fascista).